# Free Radical Design
Free Radical Design é uma empresa de desenvolvimento de jogos de videogame, com base em Nottingham, Inglaterra. Formada por ex-funcionários da Rare Ltd., a empresa é mais conhecida pela sua série de jogos TimeSplitters, bem como os jogos Second Sight (2004) e Haze (2008), respectivamente. A equipe foi responsável por 007 Goldeneye e Perfect Dark nos tempos em que a Rare era uma subsidiária da Nintendo.
Em 2009, por complicações financeiras, o estúdio foi comprado pela Crytek e renomeado como Crytek UK. Em 2014, em ordem de uma reestruturação na matriz, a Crytek GmbH, com sede na Alemanha, a empresa fechou suas portas e a maioria do pessoal foi transferido para o recém formado Dambuster Studios, propridade da Deep Silver. 
Em 2021, o estúdio foi reformulado como Free Radical Design pela Deep Silver, com a intenção de trazer a amada IP TimeSplitters de volta à ativa. Membros chaves da empresa original estão envolvidos nessa reformulação, incluindo os fundadores Steve Ellis e David Doak. A sede do estúdio novamente é localizada em Nottingham, Inglaterra.

## Trabalhos

### Publicados
- TimeSplitters (2000) para PlayStation 2
- TimeSplitters 2 (2002) para PlayStation 2, GameCube e Xbox
- Second Sight (2004) para PlayStation 2; GameCube, Xbox e Windows;
- TimeSplitters Future Perfect (2005) para PlayStation 2, GameCube e Xbox;
- Haze (2008) para PlayStation 3.

### Cancelados
- TimeSplitters 4 (2009) para PlayStation 3, Wii e Xbox 360;
- Star Wars: Battlefront III (2008) para PlayStation 3, Xbox 360 e Windows.

### A ser anunciado
- TimeSplitters (ainda não intitulado) para a atual geração de consoles.